# Kara Ben Nemsi Effendi
Kara Ben Nemsi Effendi ist eine 26-teilige Fernsehserie nach den ersten sechs Orient-Romanen von Karl May, die 1973 und 1975 vom ZDF ausgestrahlt wurde.

## Hintergrund
Anfang 1972 wagte sich das Fernsehen erstmals an eine Verfilmung von Karl-May-Romanen, nämlich Durch die Wüste, Durchs wilde Kurdistan, Von Bagdad nach Stambul, In den Schluchten des Balkan, Durch das Land der Skipetaren und Der Schut.
Die Hauptrolle des Kara Ben Nemsi spielte Karl-Michael Vogler. Hadschi Halef Omar wurde von Heinz Schubert gespielt. Die Regie führte Karl-May-Kenner Günter Gräwert, der auch das Drehbuch schrieb, die Musik stammt von Martin Böttcher und die Kamera führte Horst Schier. Die Serie besteht aus zwei Staffeln zu je 13 Folgen. Im Gegensatz zu den Karl-May-Filmen der 1960er Jahre hielt man sich in der Umsetzung enger an die Romanvorlagen. Produziert wurde die Serie von der Münchner Filmproduktionsfirma Elan-Film Max Gierke & Co.
Das Budget der ersten Staffel, die von August bis September 1972 in den Karpaten und an der bulgarischen Schwarzmeerküste bei Warna und von Oktober bis November 1972 in den Oasen Nefta und Tozeur und in Bizerte in Tunesien gedreht wurde, lag bei 1,7 Mio. DM. Nach langen Verhandlungen durfte in Nefta sogar eine der Moscheen in ein Filmstudio umgewandelt werden. 
Die Kritiken und die Zuschauerresonanz waren anfangs wenig ermutigend. Allgemein wurden die Produktionen als zu textlastig, zu wenig Action bietend und zu wenig aufwendig kritisiert. Doch die Einschaltquote stieg von mäßigen 12 Prozent nach und nach auf 21 Prozent. So ging man daran, eine zweite Staffel vorzubereiten.
Die zweite Staffel wurde aus Kostengründen nicht, wie ursprünglich geplant, in Jugoslawien gedreht, sondern von Juni bis August 1974 im Gebiet um Almería im südspanischen Andalusien, das Budget überstieg 2,5 Mio. DM. Damit verpasste man die Gelegenheit, die Handlung quasi an „Originalschauplätzen“ aufzunehmen, wie es Artur Brauner zehn Jahre zuvor für seinen Kinofilm Der Schut getan hatte.
Auch an den Folgen der zweiten Staffel wurde das langsame Tempo und die Spannungsarmut kritisiert. Es wurde aber auch unter anderem in einer Leserzuschrift von TV Hören und Sehen der Verzicht auf übertriebene Brutalitäten und die blumenreiche Sprache des Hadschi Halef Omar gelobt. Dennoch entschied sich das ZDF, die Serie nicht weiter fortzusetzen. Als Grund wurden die für ein Vorabendprogramm hohen Produktionskosten bei relativ bescheidenem Erfolg angeführt.
Die zweite Staffel wurde im Herbst 1975 auch in Österreich ausgestrahlt, im Karl-May-Jahr 1992 dann noch einmal bei 3sat.

## Episoden

### 1. Staffel
1. Der Tote im Wadi Tarfaui. Kara Ben Nemsi und Hadschi Halef Omar entdecken beim Ritt durch die Wüste einen Ermordeten. Sie verzichten darauf, die vermeintlichen Täter den Behörden zu übergeben, um mehr über die Hintermänner zu erfahren.
2. Der Schwur im Schott. Bei der Verfolgung der Täter geraten sie auf einem Salzsee in einen Hinterhalt und verlieren ihren Führer Sadek, werden aber durch Omar, den Sohn Sadeks, gerettet.
3. Mekka. Die gefährliche Reise nach Mekka bringt die Freunde wieder auf die Spur der Mörder.
4. Die Festung. Kara will Amat, den Sohn seines Freundes Mohammed Emin aus der Festung Amadije befreien.
5. Amad el Gandur. Die Befreiung stellt sich als schwieriger heraus als vermutet.
6. Die Flucht. Kurz nach der Befreiung fällt Amat in die Hände räuberischer Beduinen, die auch Sir David Lindsay als Gefangenen mit sich führen.
7. Abu en Nassr. Omar stößt auf der Suche nach den Mördern seines Vaters wieder zu den Freunden.
8. Barud El Amasat. Die Freunde befreien einen Kaufmann und bringen den Banditen Barud El Amasat ins Gefängnis.
9. Die Falle. Barud kann durch Bestechung aus dem Gefängnis fliehen, während Kara in eine Falle gelockt und verschleppt wird.
10. Die Koptscha. Die Freunde flüchten ins Gebirge und erleben, wie die ganze Gegend unter dem Schut und seiner Bande leidet.
11. Unter Paschern. Auf der Suche nach dem Schut wird Kara überlistet, aber von Halef gerettet.
12. Wieder auf der Spur. Kara und Halef suchen weiter nach dem geheimnisvollen Schut.
13. Mübarek. In einem Dorf hoffen die Freunde den Schut zu stellen, doch dort macht ihnen der mysteriöse Mübarek schwer zu schaffen.

### 2. Staffel
1. Die Entlarvung des Mübarek. Halef wird vor Gericht gestellt. Er wird beschuldigt, einen Gendarmen getötet zu haben.
2. Die Brüder Aladschy. Mit einer List kann Kara die bärenstarken Brüder Aladschy besiegen.
3. Das Geheimnis der Schluchthütte. Der Pferdehändler Tschurak bietet sich an, die Gefährten in die Schluchthütte zu führen, in der sich der Schut aufhalten soll.
4. Knapp am Tode vorbei. Dort geraten sie in eine Falle. In einem erbitterten Kampf wird Tschurak getötet, der Mübarek schwer verwundet.
5. Der Tschakan des Skipetaren. Der Schneider Afrit bietet sich als Führer an. Der Skipetar Hajdar hat Kara Blutrache geschworen.
6. Der Turm der alten Mutter. Afrit führt Kara und seine Begleiter zu einem alten Schloss. Durch Halefs Wachsamkeit entgehen sie einem neuen Anschlag.
7. Der Überfall. Auf einem abgelegenen Einödhof erfährt Kara mehr über seine Gegner, denen jedoch Halef in die Hände fällt.
8. Der Tod des Mübarek. In einem Schuppen entdeckt Kara den todkranken Mübarek.
9. In der Teufelsschlucht. Scharka und Marko tauchen auf, zwei enge Vertraute des Schuts.
10. Die Juwelenhöhle. Kara kann die beiden Männer überlisten. Überraschend trifft er seinen alten Freund Sir Lindsay wieder.
11. Der Vertraute des Schut. Durch Scharka erfährt Kara alles über den Schut und macht sich mit seinen Gefährten auf den Weg zu ihm. Es kommt noch einmal zu einem harten Kampf.
12. Der Schut. Durch einen geheimen Zugang vom Wasser her gelangt Kara in das unterirdische Versteck des Schuts. Er überwältigt diesen und bringt ihn gefesselt in den Ort.
13. Rih. Trotz aller Wachsamkeit Karas kann der Schut entkommen. Kara nimmt die Verfolgung auf, die an einer Felsspalte mit dem Tod des Schuts endet, während Kara seinen Araberhengst Rih an Hadschi Halef Omar abgibt.

## Medien
- CD: Kara Ben Nemsi Effendi, Tarantula Records FIC SP 1002 (komplette Filmmusik)
- DVD: Kara Ben Nemsi, Koch Media GmbH 2006/07 (1. und 2. Staffel sowie Soundtrack-CD)